# Mali Mosor
Mali Mosor je brdo, smješteno sa sjeverne strane planine Mosora.
Najviši vrh je Visoki umac visok 695 m.
Sa sjeverozapadne strane se nalazi selo Liska, zapadno su selo Kotlenice, sjeverno od njega je selo Bisko, a istočno od njega je selo Donji Dolac. Jugozapadno se nalazi poznata špilja Vranjača.
Sjeverozapadna je granica Gornjim Poljicima.